# 嫩江
嫩江（のんこう、どんこう、Nen River、Nonni、拼音: Nènjiang、満洲語:ᠨᠣᠨ
ᡠᠯᠠ、転写：non ula、モンゴル語:Ноон мөрөн）は、ユーラシア大陸・中国東北部を流れる川で、アムール川水系に属する松花江最長の支流である。上流部は南甕河（ダウール語由来）ともいう。

## 地理概況
大興安嶺山脈の北部にある伊勒呼里山系に発し、大興安嶺と小興安嶺の間を流れ黒竜江省と内モンゴル自治区の境界をなす。中流域以降は黒竜江省の西部を流れ、チチハルなどの都市を経由し、吉林省白城市（大安市）で松花江に合流する。下流域の松嫩平原は黒土地帯で、中国の重要な穀倉地帯・牧草地帯である。
主要な支流に甘河（ガン河）、訥謨爾河、諾敏河（ノミン河）、雅魯河（ヤル河）、綽爾河（チョル河）、洮児河（トル河）、霍林河（ホリン河）などがある。

### 乱開発とその影響
大興安嶺をはじめとする流域は、清末期以降、開拓民やロシア・日本などの勢力による森林伐採・過剰農耕・過剰牧畜が続き、中華人民共和国発足時には既に森林面積減少と土壌流出が深刻になっていた。その後も木材・農畜産物の増産を目的とする乱開発が続き、中下流域では流出し堆積した土砂による洪水の頻発、裸になった草原や耕地の砂地化、土壌の塩性化、砂漠化などの深刻な問題が起きている。1970年代以降、洪水や砂漠化を防ぐために植林や防砂林造成などの大事業が続いているが、1998年にもチチハルの下流一帯で大洪水が起きた。

### 周辺の自然と生態系

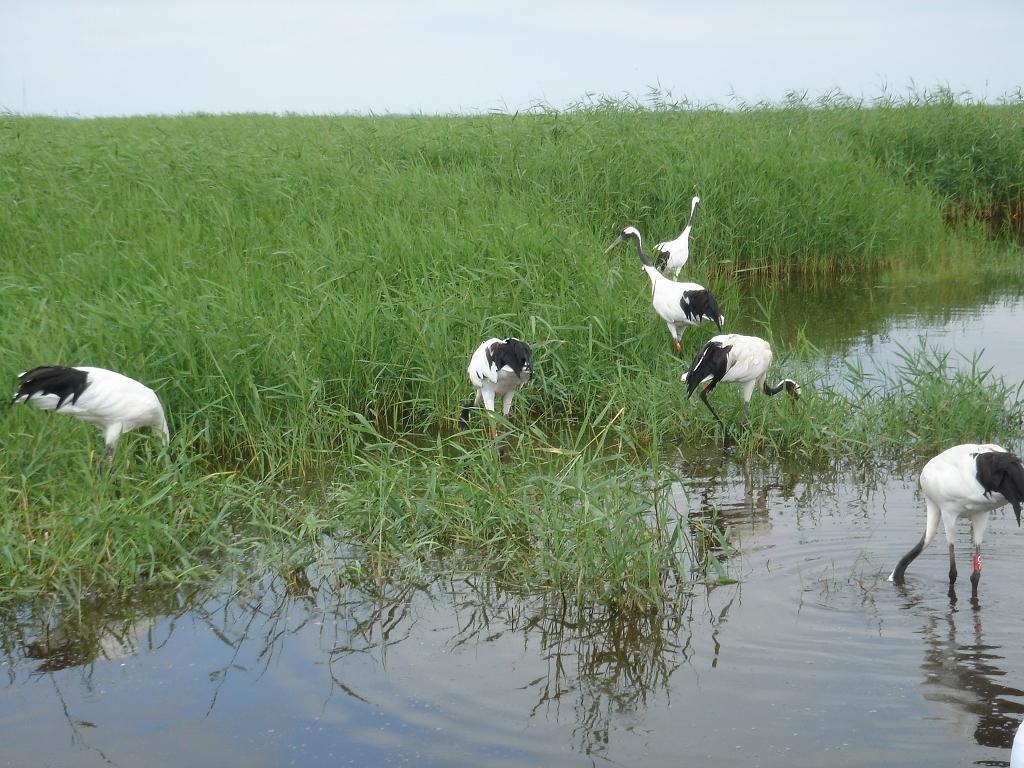
チチハル付近の扎龍国家級自然保護区

流域に森林と湿地が多く、ソデグロヅルのほか、上流部ではシベリアジャコウジカなどが生息している。上流部の大興安嶺地区松嶺区にある寒温帯の針葉樹林、湿地からなる南甕河自然保護区と下流部の吉林省北西部の砂漠と草原の移行帯に位置する湿地群の莫莫格はラムサール条約登録地である。
また、チチハル付近では嫩江支流の烏裕爾河の下流が途切れ、そこから上流の一帯が扎龍湿地と呼ばれる大湿地帯になっている。このうち面積2,175平方kmにおよぶ湿地が扎龍国家級自然保護区として指定され、タンチョウが多数生息することで知られる。

## 歴史
近代以降は北方よりロシア帝国の勢力が入り、1900年の北清事変以降は実質的にロシア占領下にあった。日露戦争後も、日露両国間でむすばれた日露協約でも嫩江流域はロシアの勢力下とされた。

### 満洲事変の激戦地

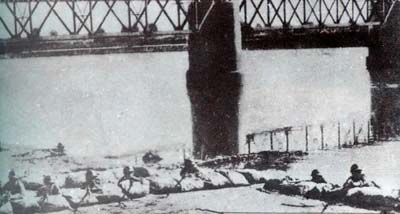
嫩江鉄橋での戦い（1931年）

1931年（昭和6年、民国20年）9月に勃発した満洲事変では、張学良によって黒竜江省政府主席代理に任命された馬占山が、同年10月中旬、嫩江にかかる鉄橋を破壊し、関東軍および関東軍に協力した張海鵬の侵攻をチチハルで食い止めようとした（嫩江鉄橋の戦い）。関東軍と馬占山軍は11月上旬、嫩江鉄橋よりも北側に位置する大興駅付近で衝突、11月中旬には関東軍が馬占山軍に対し、チチハル以北へ撤退するよう求めたが馬はこれを拒絶し、再び小競り合いが続いた。時の第2次若槻内閣は、関東軍のチチハル侵攻は国際世論の硬化を招くとして内閣総辞職を示唆したが、結局、関東軍はチチハルに侵攻した。激しい戦闘の後、馬占山はチチハルを放棄したものの、関東軍は小部隊をチチハルに留めて撤退した。これは11月下旬の黒竜江省における新政権樹立につながった。